# Drei Hirtenkinder aus Fátima
Drei Hirtenkinder aus Fátima est une œuvre pour chœur a cappella écrite par Arvo Pärt, compositeur estonien associé au mouvement de musique minimaliste.
Le titre fait référence aux trois jeunes bergers de Fatima (au Portugal) qui, en 1917, auraient bénéficié d'apparitions de la Vierge Marie.

## Historique
Composée en 2014, elle a été créée par Vox Clamantis sous la direction de Jaan-Eik Tulve.

## Discographie
- Sur le disque Babel, par Wiltener Sängerknaben et Johannes Stecher chez Col Legno, 2015.